# Claudia Müller
Claudia Müller (Brema, 21 maggio 1974) è un'ex calciatrice tedesca di ruolo attaccante.

## Carriera

### Club
Ha giocato nella massima divisione di calcio del suo paese dal 1996 al 2005.

### Nazionale
Nella sua carriera Claudia Müller ha collezionato 45 presenze con la nazionale maggiore e realizzato 22 reti. Con la maglia della nazionale ha preso parte a due campionati europei nel 1997 e nel 2001, al campionato mondiale 1999 e ai Giochi olimpici di Sydney 2000.
Dopo aver esordito con la nazionale tedesca nel 1996, Müller è stata inserita dalla selezionatrice Tina Theune-Meyer nella rosa che ha preso parte al campionato europeo 1997. Ha giocato solo in due partite, entrambe contro l'Italia, scendendo in campo nella metà del secondo tempo, e la seconda partita era la finale del torneo, vinta dalla Germania per 2-0. Due anni più tardi ha fatto parte della squadra che ha disputato il campionato mondiale 1999, organizzato negli Stati Uniti, scendendo in campo in una sola occasione.
Nel 2000 è stata inserita nella rosa della squadra che ha preso parte al torneo femminile di calcio dei Giochi della XXVII Olimpiade. Il torneo venne concluso dalla Germania al terzo posto, grazie alla vittoria sul Brasile nella finalina, con conseguente conquista del gradino più basso del podio e della medaglia olimpica di bronzo.
Al campionato europeo 2001 ha realizzato il golden goal al 98', grazie al quale la Germania ha battuto la Svezia per 1-0 e vinto il suo quinto titolo continentale. Müller aveva già segnato una doppietta alla Svezia nella partita inaugurale della manifestazione, vinta dalle tedesche per 3-1 a Erfurt davanti a poco più di 10 000 spettatori. Con queste tre reti realizzate Müller ha vinto la classifica delle migliori marcatrici del torneo, assieme alla connazionale Sandra Smisek. La finale del 7 luglio 2001 rappresentò per Müller l'ultima partita giocata con la maglia della nazionale tedesca.

## Palmarès

### Club
- Campionato tedesco: 1

1. FFC Francoforte: 1998-1999
- Coppa di Germania: 1

1. FFC Francoforte: 1998-1999
- DFB-Hallenpokal: 2

Praunheim: 1997, 1998

### Nazionale
- Campionato europeo femminile di calcio: 2

Norvegia/Svezia 1997, Germania 2001
- Bronzo olimpico: 1

Sydney 2000

### Individuale
- Capocannoniere del campionato europeo: 1

2001